# Elecciones legislativas de Argentina de 1926
Las elecciones legislativas de Argentina de 1926 se realizaron el 7 de marzo del mencionado año con el objetivo de renovar 83 de las 158 bancas de la Cámara de Diputados de la Nación Argentina para el período 1926-1930. Tuvieron lugar durante el tramo final de la presidencia de Marcelo Torcuato de Alvear, siendo los últimos comicios antes de las elecciones presidenciales de 1928.
El partido oficialista, la Unión Cívica Radical (UCR), que en los anteriores comicios había concurrido profundamente dividida, continuó en ese estado, aunque el sector favorable a Hipólito Yrigoyen en esta ocasión logró una amplia victoria al superar por más de veinte puntos a cualquier otra fuerza política y retener la mayoría simple en la Cámara de Diputados con 60 de las 158 bancas (obteniendo 38 de las 83 en disputa). Los demás partidos, incluyendo las distintas facciones de la UCR, se vieron debilitados y prácticamente estancados en los resultados de 1924, aunque muchas tuvieron un buen desempeño a nivel distrital. Los partidos conservadores mantuvieron el segundo lugar con un porcentaje cada vez más bajo, seguido por el Partido Socialista y la Unión Cívica Radical Antipersonalista. Sufrió una debacle el Partido Demócrata Progresista, que si bien conservó la representación que había obtenido en 1922, no viéndose fuera del Congreso, por primera vez desde su fundación no logró obtener bancas nuevas que garantizaran su presencia legislativa más allá de 1928.
Los diputados electos asumieron en abril.

## Contexto

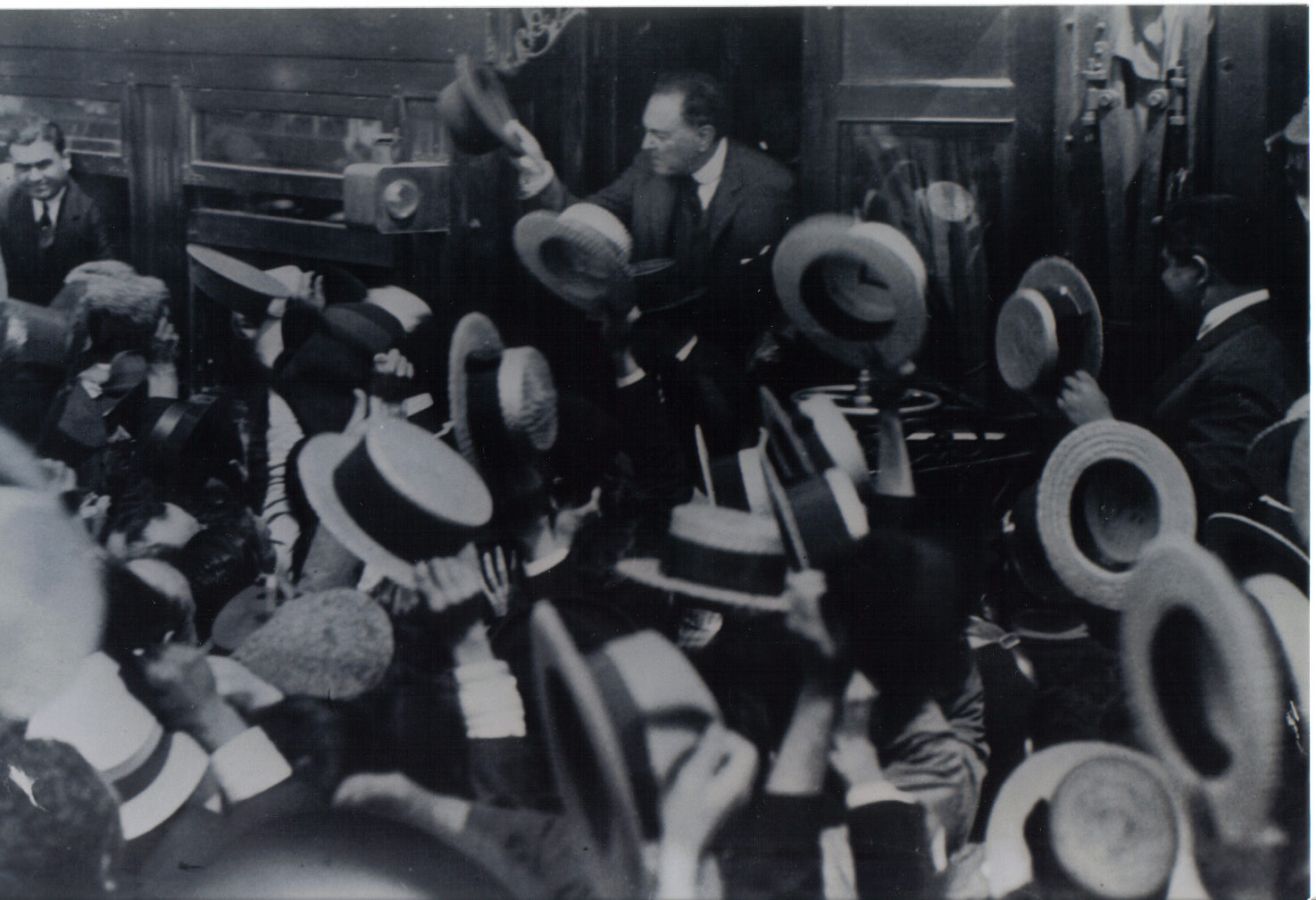
Hipólito Yrigoyen en la ciudad de Rosario, durante la campaña.

Las elecciones de 1926 se convirtieron en un prólogo de la campaña para la elección presidencial que se realizaría en abril de 1928. Esto se hizo inevitable por la decisión del expresidente Hipólito Yrigoyen de postularse para el cargo que había ocupado desde 1916 hasta 1922, cuando las diferencias políticas con el ala conservadora de la UCR, así como la intervención de dieciocho gobernadores por decreto, creó la facción conocida como Unión Cívica Radical Antipersonalista. La propia popularidad de Yrigoyen, la cohesión de su facción mayoritaria y la desunión entre los grupos "disidentes" de la UCR (que originalmente eran cinco y se habían convertido en diez en 1926) sostuvieron al populista envejecido como el principal político del país después de decepcionantes resultados en las elecciones de medio término de 1924.
Los resultados de 1926, si bien redujeron la mayoría simple de la facción Yrigoyenista de la UCR en la Cámara de Diputados, pasando de tener 75 a 66 diputados, lograron que se recuperara electoralmente, pasando de obtener 25 bancas en 1924 a 42 en 1926. Al mismo tiempo, estos comicios solidificaron el control de la UCR disidente en las provincias de Entre Ríos, Mendoza, San Juan, Santa Fe y Santiago del Estero. Sin embargo, los aliados de Yrigoyen, que ganaron en tres provincias más pequeñas del noroeste, llevaron a la provincia de Buenos Aires, así como a la Capital Federal. Estos últimos definían victorias en los preparativos de Yrigoyen para 1928, y más aún porque un aliado clave, el gobernador de Buenos Aires José Luis Cantilo, sería sucedido por Valentín Vergara, un aliado aún más cercano.

## Reglas electorales

### Sistema electoral
Los comicios se realizaron bajo el texto constitucional sancionado en 1853. Dicha carta magna establecía que la Cámara de Diputados de la Nación Argentina debía estar compuesta por representantes de cada uno de los distritos argentinos considerados "provincias", y la ciudad de Buenos Aires, en calidad de Capital Federal de la República. Por tal motivo, los territorios nacionales no gozaban de representación parlamentaria. Del mismo modo, los diputados se elegirían por mitades de manera escalonada cada dos años, con mandatos de cuatro años para cada diputado.
En ese momento existían trece provincias, lo que junto a la Capital Federal daba un total de catorce distritos electorales. El sistema electoral empleado era el de mayoría y minoría o lista incompleta, bajo el cual los dos partidos más votados obtenían toda la representación. También el sistema adoptó el Panachage el cual dio a los electores la posibilidad de tachar o adicionar candidatos en las listas. En algunas provincias, con tan solo dos diputados de representación, el escrutinio era en la práctica mayoritario, con las dos bancas correspondiendo al partido más votado. Estos distritos no renovaban de manera escalonada. La provincia de San Luis, con dos diputados, no renovó sus bancas en esta instancia porque ya lo había hecho en 1924.

### Bancas a renovar
| Provincia           | Bancas totales | Bancas a elegir | Bancas a elegir | Bancas a elegir |
| Provincia           | Bancas totales | Totales         | Mayoría         | Minoría         |
| ------------------- | -------------- | --------------- | --------------- | --------------- |
| Buenos Aires        | 42             | 21              | 14              | 7               |
| Capital Federal     | 32             | 14              | 10              | 4               |
| Catamarca           | 2              | 2               | 2               | —               |
| Córdoba             | 15             | 6               | 4               | 2               |
| Corrientes          | 7              | 4               | 3               | 1               |
| Entre Ríos          | 9              | 6               | 4               | 2               |
| Jujuy               | 2              | 2               | 2               | —               |
| La Rioja            | 2              | 2               | 2               | —               |
| Mendoza             | 6              | 4               | 3               | 1               |
| Salta               | 3              | 3               | 2               | 1               |
| San Juan            | 3              | 3               | 2               | 1               |
| San Luis            | 3              | —               | —               | —               |
| Santa Fe            | 19             | 9               | 6               | 3               |
| Santiago del Estero | 6              | 3               | 2               | 1               |
| Tucumán             | 7              | 4               | 3               | 1               |
| Total               | 158            | 83              | 59              | 24              |

## Resultados
| Partido                            | Partido                               | Partido                               | Votos           | %               | Bancas      | Bancas      | Bancas      | Bancas      |
| Partido                            | Partido                               | Partido                               | Votos           | %               | Obtenidas   | +/-         | Totales     | +/-         |
| ---------------------------------- | ------------------------------------- | ------------------------------------- | --------------- | --------------- | ----------- | ----------- | ----------- | ----------- |
|                                    | Unión Cívica Radical                  | Unión Cívica Radical                  | 336.351         | 39,46           | 38/83       | 12          | 60/158      | 10          |
|                                    |                                       | Partido Demócrata de Córdoba          | 45.144          | 5,30            | 4/83        | 2           | 10/158      | 2           |
|                                    | Partido Conservador                   | 38.584                                | 4,53            | 7/83            | 2           | 16/158      | 2           |             |
|                                    | Pacto Autonomista - Liberal           | 26.618                                | 3,12            | 3/83            | 1           | 5/158       | Sin cambios |             |
|                                    | Concentración Popular                 | 16.645                                | 1,95            | —               | Sin cambios | —           | Sin cambios |             |
|                                    | Partido Liberal de Tucumán            | 15.810                                | 1,86            | 3/83            | 1           | 5/158       | 2           |             |
|                                    | Unión Provincial                      | 9.288                                 | 1,09            | 2/83            | 2           | 2/158       | 1           |             |
|                                    | Partido Liberal de Mendoza            | 7.390                                 | 0,87            | 1/83            | Sin cambios | 2/158       | 1           |             |
|                                    | Concentración Cívica                  | 2.563                                 | 0,30            | 1/83            | 1           | 1/158       | 1           |             |
|                                    | Partido Demócrata Liberal             | No participó                          | No participó    | —               | 2           | 2/158       | Sin cambios |             |
| Total Partidos Conservadores       | Total Partidos Conservadores          | Total Partidos Conservadores          | 162.042         | 19,01           | 21/83       | 1           | 43/158      | 3           |
|                                    | Unión Cívica Radical Antipersonalista | Unión Cívica Radical Antipersonalista | 98.049          | 11,50           | 7/83        | 4           | 10/158      | 7           |
|                                    | Partido Socialista                    | Partido Socialista                    | 97.880          | 11,48           | 4/83        | 12          | 19/158      | Sin cambios |
|                                    | Unión Cívica Radical Unificada        | Unión Cívica Radical Unificada        | 74.463          | 8,74            | 8/83        | 1           | 17/158      | 8           |
|                                    |                                       | Unión Cívica Radical Doctor Carranza  | 8.194           | 0,96            | —           | Sin cambios | —           | Sin cambios |
|                                    | Unión Cívica Radical Blanca           | 8.077                                 | 0,95            | —               | Sin cambios | —           | Sin cambios |             |
|                                    | Unión Cívica Radical Independiente    | 5.736                                 | 0,67            | —               | Sin cambios | —           | Sin cambios |             |
|                                    | Unión Cívica Radical Principista      | 3.797                                 | 0,45            | —               | Sin cambios | —           | Sin cambios |             |
|                                    | Unión Cívica Radical Roja             | 2.514                                 | 0,29            | —               | Sin cambios | —           | Sin cambios |             |
|                                    | Unión Cívica Radical Alem             | 33                                    | 0,00            | —               | Sin cambios | —           | Sin cambios |             |
| Total radicalismo disidente        | Total radicalismo disidente           | Total radicalismo disidente           | 28.351          | 3,33            | —           | Sin cambios | —           | 5           |
|                                    | Unión Cívica Radical Lencinista       | Unión Cívica Radical Lencinista       | 18.327          | 2,15            | 1/83        | 1           | 2/158       | 2           |
|                                    | Unión Cívica Radical Bloquista        | Unión Cívica Radical Bloquista        | 13.333          | 1,56            | 2/83        | 2           | 2/158       | Sin cambios |
|                                    | Partido Comunista                     | Partido Comunista                     | 7.088           | 0,83            | —           | Sin cambios | —           | Sin cambios |
|                                    | Partido Unitario                      | Partido Unitario                      | 1.466           | 0,17            | —           | Sin cambios | —           | Sin cambios |
|                                    | Partido Salud Pública                 | Partido Salud Pública                 | 934             | 0,11            | —           | Sin cambios | —           | Sin cambios |
|                                    | Partido Demócrata Progresista         | Partido Demócrata Progresista         | 792             | 0,09            | —           | 3           | 3/158       | 3           |
|                                    | Partido Feminista                     | Partido Feminista                     | 684             | 0,08            | —           | Sin cambios | —           | Sin cambios |
|                                    | Independientes                        | Independientes                        | 11.771          | 1,38            | —           | Sin cambios | —           | Sin cambios |
|                                    | Otros                                 | Otros                                 | 754             | 0,09            | —           | Sin cambios | —           | Sin cambios |
| Bancas vacantes                    | Bancas vacantes                       | Bancas vacantes                       | Bancas vacantes | Bancas vacantes | 2/85        | 2           | 2/158       | 2           |
|                                    |                                       |                                       |                 |                 |             |             |             |             |
| Votos positivos                    | Votos positivos                       | Votos positivos                       | 852.285         | 96,34           |             |             |             |             |
| Votos en blanco                    | Votos en blanco                       | Votos en blanco                       | 32.052          | 3,62            |             |             |             |             |
| Diferencia de actas                | Diferencia de actas                   | Diferencia de actas                   | 309             | 0,03            |             |             |             |             |
| Total de votos                     | Total de votos                        | Total de votos                        | 884.646         | 100             |             |             |             |             |
| Votantes registrados/participación | Votantes registrados/participación    | Votantes registrados/participación    | 1.799.131       | 49,17           |             |             |             |             |
| Fuentes:                           |                                       |                                       |                 |                 |             |             |             |             |

## Resultados por distrito
|  | 58,38 % |

|  | 24,19 % |

|  | 11,17 % |

|  | 5,98 % |

|  | 0,28 % |

|  | 96,42 % |

|  | 3,58 % |

|  | 100 % |

|  | 34,75 % |

|  | 42,43 % |

|  | 33,94 % |

|  | 20,03 % |

|  | 2,34 % |

|  | 0,50 % |

|  | 0,36 % |

|  | 0,37 % |

|  | 0,04 % |

|  | 95,78 % |

|  | 4,08 % |

|  | 0,14 % |

|  | 100 % |

|  | 63,81 % |

|  | 57,69 % |

|  | 42,22 % |

|  | 0,06 % |

|  | 0,01 % |

|  | 0,01 % |

|  | 0,01 % |

|  | 96,00 % |

|  | 3,93 % |

|  | 0,07 % |

|  | 100 % |

|  | 56,27 % |

|  | 48,10 % |

|  | 47,01 % |

|  | 3,19 % |

|  | 0,83 % |

|  | 0,83 % |

|  | 0,04 % |

|  | 100 % |

|  | 46,37 % |

|  | 56,63 % |

|  | 15,64 % |

|  | 15,52 % |

|  | 12,20 % |

|  | 96,94 % |

|  | 3,06 % |

|  | 100 % |

|  | 48,18 % |

|  | 39,01 % |

|  | 32,93 % |

|  | 25,82 % |

|  | 2,10 % |

|  | 0,13 % |

|  | 96,26 % |

|  | 3,74 % |

|  | 100 % |

|  | 56,17 % |

|  | 58,47 % |

|  | 40,86 % |

|  | 0,63 % |

|  | 0,01 % |

|  | 0,01 % |

|  | 0,01 % |

|  | 0,01 % |

|  | 93,79 % |

|  | 6,21 % |

|  | 100 % |

|  | 51,64 % |

|  | 36,35 % |

|  | 32,81 % |

|  | 30,84 % |

|  | 98,07 % |

|  | 1,93 % |

|  | 100 % |

|  | 54,11 % |

|  | 59,06 % |

|  | 23,81 % |

|  | 13,02 % |

|  | 0,10 % |

|  | 95,93 % |

|  | 4,00 % |

|  | 0,07 % |

|  | 100 % |

|  | 47,78 % |

|  | 49,48 % |

|  | 24,32 % |

|  | 22,98 % |

|  | 3,22 % |

|  | 100 % |

|  | 48,09 % |

|  | 62,97 % |

|  | 12,11 % |

|  | 7,78 % |

|  | 8,98 % |

|  | 4,42 % |

|  | 3,74 % |

|  | 100 % |

|  | 66,19 % |

|  | 50,66 % |

|  | 41,86 % |

|  | 4,95 % |

|  | 1,95 % |

|  | 0,03 % |

|  | 0,55 % |

|  | 91,38 % |

|  | 8,62 % |

|  | 100 % |

|  | 60,24 % |

|  | 40,98 % |

|  | 22,50 % |

|  | 22,39 % |

|  | 12,43 % |

|  | 1,63 % |

|  | 0,08 % |

|  | 0,00 % |

|  | 98,13 % |

|  | 1,87 % |

|  | 100 % |

|  | 45,92 % |

|  | 36,12 % |

|  | 31,24 % |

|  | 18,72 % |

|  | 7,15 % |

|  | 5,74 % |

|  | 1,02 % |

|  | 100 % |

|  | 43,19 % |

1. ↑  Electo para completar el mandato de Juan A. Errecart (1924-1928).
2. ↑  Electo para completar el mandato de Gumersindo Cristobó (1924-1928).
3. ↑  Electo para completar el mandato de Luis Monteverde (1924-1928).
4. ↑  Renunció el 11 de julio de 1928, no fue reemplazado.
5. ↑  Falleció el 23 de marzo de 1927, lo reemplaza Raúl V. Martínez (UCR) en 1928.
6. ↑  Electo para completar el mandato de Luis Olmedo Cortés (1924-1928). Renunció el 27 de marzo de 1928, no fue reemplazado.
7. 1 2  La Cámara de Diputados no le deja asumir, no fue reemplazado.

## Consecuencias
Dado que los conservadores, los demoprogresistas y los socialistas no pudieron ganar tracción como alternativas a la UCR en el duelo, estos resultados obligaron a la voz principal de los antipersonalistas, el Ministro del Interior Vicente Gallo, a solicitar al presidente la intervención federal de Buenos Aires para deponer a Vergara. Alvear, sin embargo, se negó, y Gallo, quien renunció ásperamente, le entregó a Yrigoyen un poderoso aliado mientras la nación se preparaba para la campaña de 1928.
Los legisladores electos asumieron sus cargos en abril. Miguel Sussini, de la Unión Cívica Radical Antipersonalista fue reelegido como Presidente de la Cámara de Diputados, con José Arce, del Partido Conservador, como primer vicepresidente, y Héctor González Iramain, del Partido Socialista como segundo vicepresidente.